# سو هو-جین
سو هو-جین (کره‌ای: 서호진؛ زادهٔ ۱۱ ژوئن ۱۹۸۳) اسکیت‌باز سرعت اهل کره جنوبی است.